# Pepe Jeans
Pepe Jeans London (укр. Пепе Джинс Лондон) — бренд джинсового та іншого повсякденного одягу заснований у Лондоні у 1973 році. На цей час, бренд базується в Сан-Фаліу-да-Любрагат, Каталонія, Іспанія.
Іспанський підприємець Карлос Ортега є генеральним директором та володіє понад 20% компанії.